# Route nationale 40 (Belgique)
Pour les articles homonymes, voir Route nationale 40.

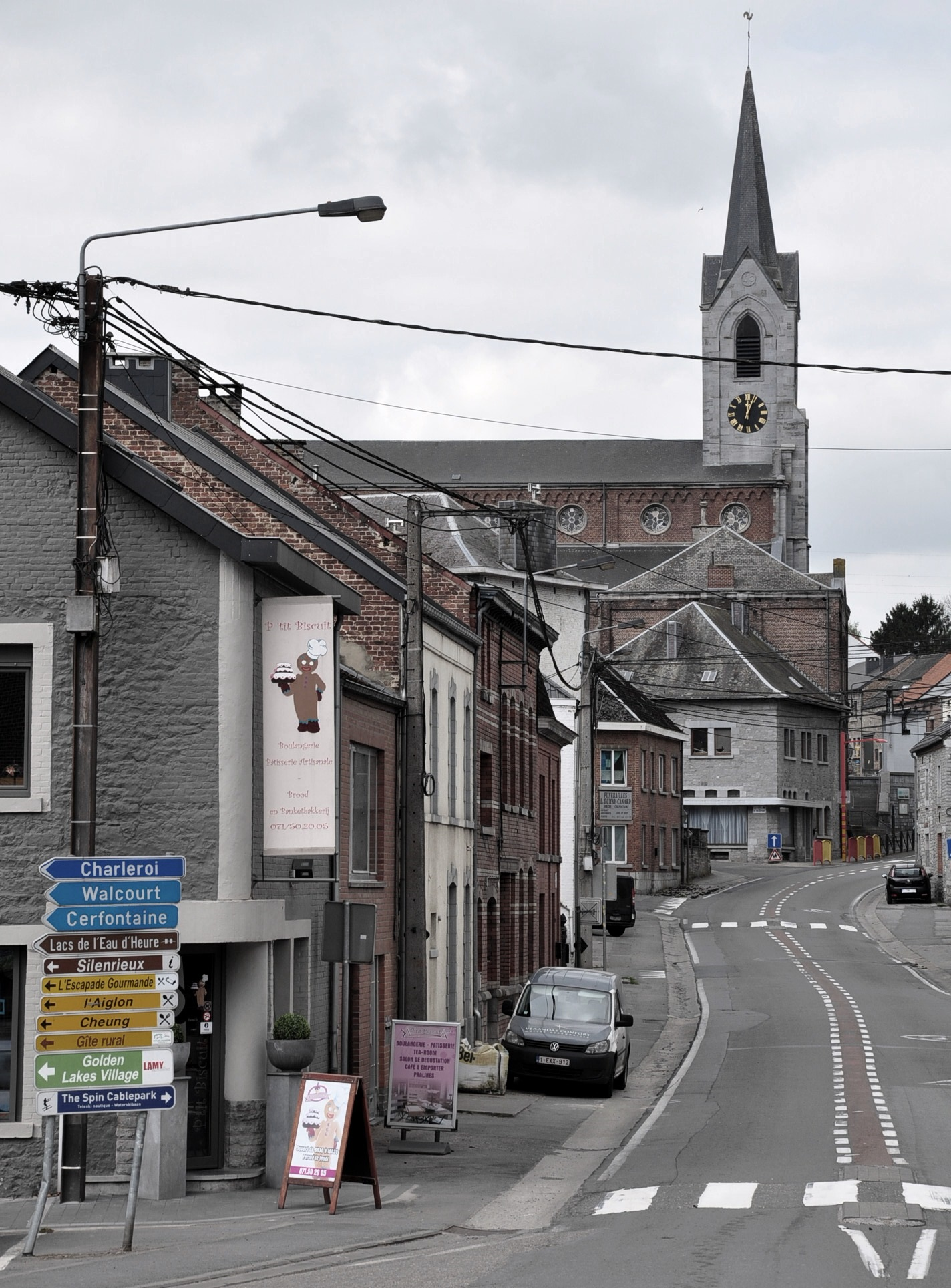
Le N40, passant par Silenrieux, ici appelé la Rue Royale

La route nationale 40 est une route nationale belge reliant Arlon  à Mons  par Philippeville  longue d'environ 177 km. À Dion (Beauraing), elle entre en France où elle prend le nom de  sur 7 km en passant par Givet avant de rentrer en Belgique à Petit-Doische (Hastière).
- Sa section entre Mons et Givet est caractérisée par de longues lignes droites.
- La route entre Mons et Beaumont semble avoir été construite entre 1665 et 1675 (elle apparait sur les cartes du Traité de Ryswick) puis a été incluse dans la construction d'une route plus grande, reliant Mons à Chimay (1757).
- La section Beaumont-Philippeville a été réalisée sous la période néerlandaise.
- Le tronçon joignant Philippeville à Givet date d'entre 1830 et 1850.

L', après avoir suivi le parcours de la  entre Bruxelles et Assesse, quitte celle-ci en direction de Wellin à partir d'où elle dédouble la  jusqu’ Arlon.
La  se superpose à la  de Beauraing à Pondrôme.

## Localités le long de la N40
- Mons
- Erquelinnes
- Solre-sur-Sambre
- Beaumont
- Boussu-lez-Walcourt
- Silenrieux
- Philippeville
- Doische
- France
  - Givet
- Beauraing
- Pondrôme
- Wellin
- Libin
- Libramont
- Lamouline
- Verlaine
- Semel
- Neufchâteau
- Hamipré
- Offaing
- Léglise
- Rancimont
- Behême
- Anlier
- Habay-la-Neuve
- Heinsch
- Arlon